# Steve Zakuani
Steve Zakuani (Kinshasa, 9 febbraio 1988) è un ex calciatore della Repubblica Democratica del Congo, di ruolo centrocampista.
Possiede anche il passaporto inglese, essendosi trasferito a Londra da bambino.
È il fratello minore di Gabriel Zakuani, anch'esso calciatore in passato.

## Caratteristiche tecniche
Di ruolo ala sinistra, è veloce e agile, ed è abile nell'uno contro uno.

## Carriera

### Giovanili
Nel 1997, ha giocato nelle giovanili dell'Arsenal però, arrogante e sfacciato, è stato svincolato nel 2003. Proprio in quell'anno, si ruppe il ginocchio e il piede destro in un incidente su un ciclomotore, che gli impedì di giocare per 18 mesi. Dopo essersi ripreso dall'infortunio, fece dei provini anche nell'AZ Alkmaar, nel Valladolid e nel Wigan Athletic ma non venne preso.
È stato notato dall'università di Akron in un centro di sviluppo chiamato Independent Football Academy, a nord di Londra. Ha frequentato l'università in una borsa di studio e con gli Akron Zips ha segnato 6 gol nella stagione. Nel 2008 ha portato gli Zips alla finale dell'Hermann Trophy con 20 gol e 7 assist in 23 partite.
Durante gli anni del college, ha anche giocato per la prima squadra dei Cleveland Internationals.

### Seattle Sounders FC
Zakuani è stato scelto dal club dei Seattle Sounders FC su un contratto della Generation Adidas. Aveva rifiutato altre offerte di contratto per firmare con la Major League Soccer, perché il programma Generation Adidas avrebbe permesso il suo ritorno a scuola per finire gli studi.
Ha fatto il suo debutto il 19 marzo 2009 contro i N.Y. Red Bulls, mentre il 4 aprile subentra a partita in corso e realizza la prima rete in MLS contro il Toronto FC.
Il 22 aprile 2011, dopo tre minuti dall'inizio della partita contro i Colorado Rapids, un intervento di Brian Mullan gli procura la frattura di tibia e perone tenendolo fuori dal campo per tutta l'intera stagione.
L'8 luglio 2012, dopo più di un anno lontano dai campi di gioco, ritorna in campo proprio contro i Colorado Rapids gioca gli ultimi minuti e aiuta i compagni a difendere il risultato di 2 a 1. A fine partita Zakuani e Mullan si scambiano le maglie mettendo così fine ad una triste vicenda.

## Palmarès

### Club

#### Competizioni nazionali
- Lamar Hunt U.S. Open Cup: 3

Seattle Sounders: 2009, 2010, 2011